# Ichthyscopus
Ichthyscopus es un género de peces actinopeterigios marinos, distribuidos por aguas del oeste del océano Pacífico y este del océano Índico.

## Especies
Existen ocho especies reconocidas en este género:
- Ichthyscopus barbatus Mees, 1960
- Ichthyscopus fasciatus Haysom, 1957
- Ichthyscopus insperatus Mees, 1960
- Ichthyscopus lebeck (Bloch y Schneider, 1801)
- Ichthyscopus malacopterus (Anonymous [Bennett], 1830)
- Ichthyscopus nigripinnis Gomon y Johnson, 1999
- Ichthyscopus sannio Whitley, 1936
- Ichthyscopus spinosus Mees, 1960